# Hôtel de ville de Mulhouse
L’hôtel de ville de Mulhouse (Rothüss en alsacien) est un bâtiment de style Renaissance situé au no 2 de la place de la Réunion à Mulhouse. Il abrite la salle du Grand Conseil, toujours utilisée pour les cérémonies et les séances du conseil municipal, et le musée historique de la ville qui retrace l'histoire de l'ancienne République de Mulhouse.

## Histoire

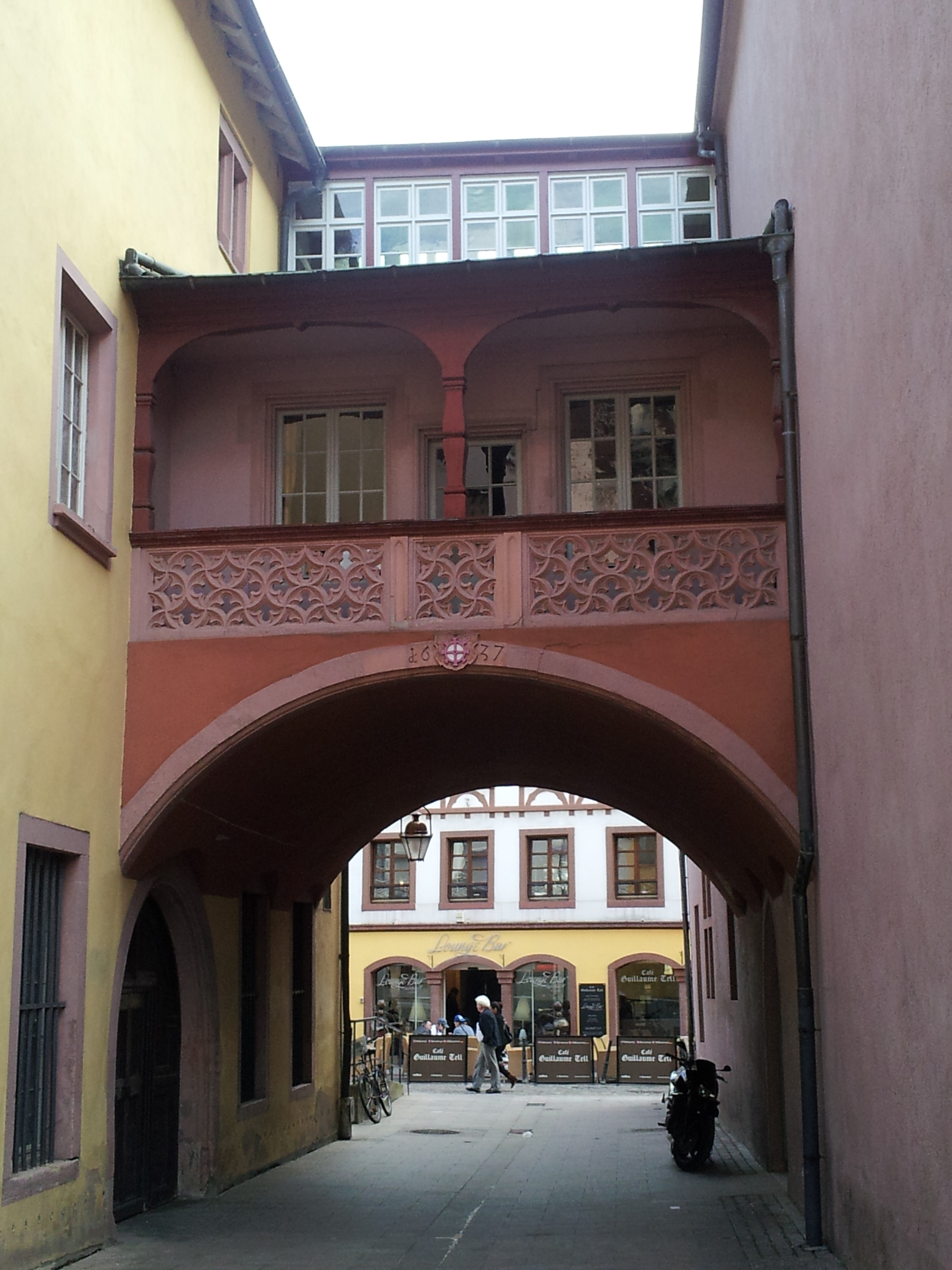
Galerie de l'Hôtel de ville datant de 1637.

Promue ville libre d'Empire en 1308, Mulhouse s'allie en 1354 avec une dizaine d'autres villes alsaciennes pour former la Décapole et acquiert de nombreuses libertés, dont celle de s'administrer elle-même sous la forme d'un Conseil élu par les bourgeois de la ville, qui en 1515 forme des alliances avec les treize cantons helvétiques.
L'Hôtel de ville (Rothüss) initial, datant de 1432, est détruit par un grand incendie en 1551. Il est reconstruit de 1552 à 1553 sur les fondations du bâtiment précédent sous la direction du tailleur de pierre bâlois Michel Lynthumer. Les pignons à volutes et l'escalier d'honneur couvert légèrement décentré à double volée orné d'un clocheton sont caractéristiques du style de la Renaissance rhénane. Christophe Bock peint le bâtiment en rouge et or. Ce nouveau Rothüss est le symbole de la puissance de la première bourgeoisie mulhousienne alors à la tête d'une ville libre alliée aux cantons suisses. De passage à Mulhouse en 1580, Montaigne qualifie l’édifice de « palais magnifique et tout dor » dans son « Voyage à travers l'Europe ». 

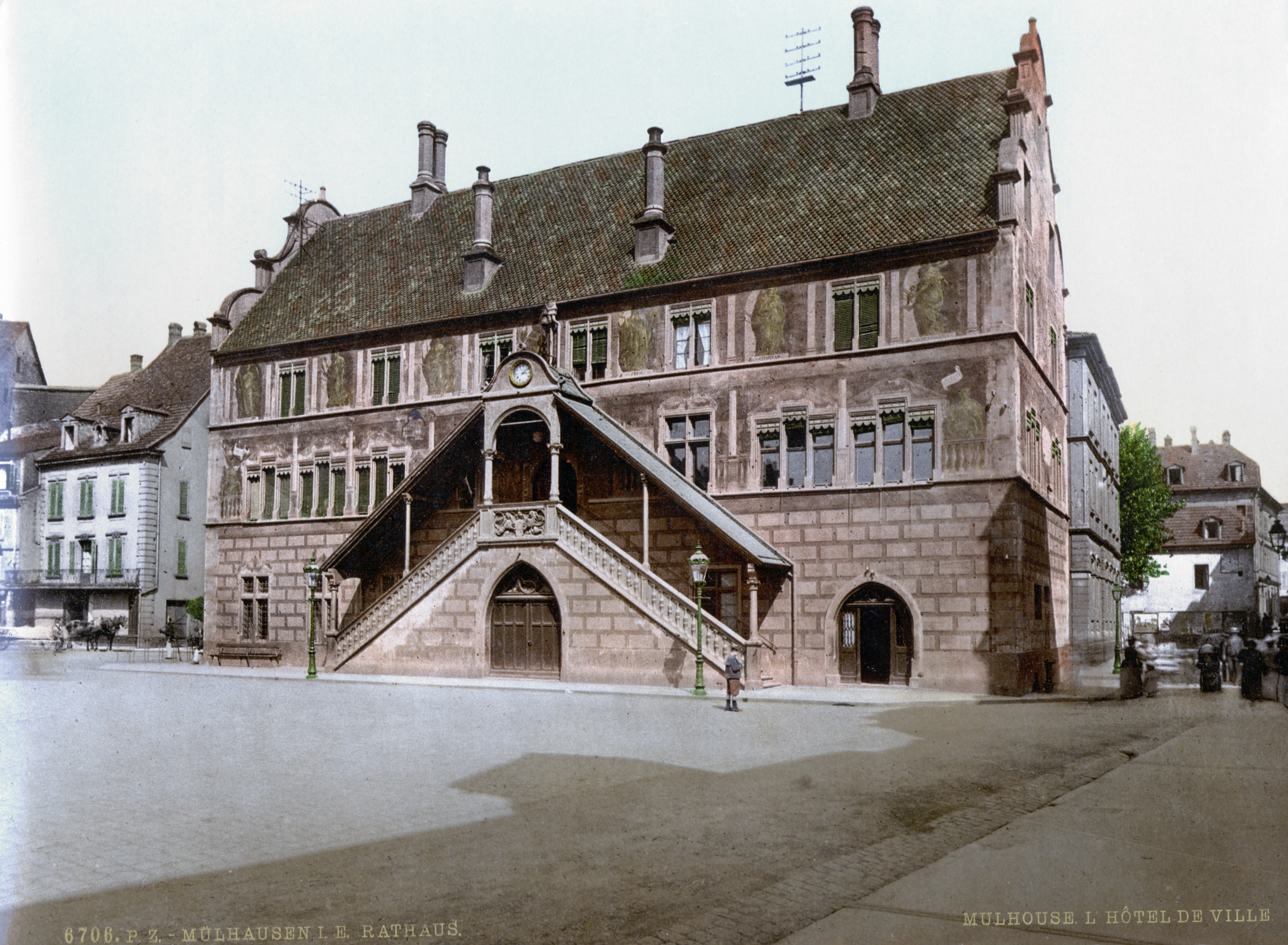
Hôtel de ville de Mulhouse en 1900.

Une galerie est construite à l'arrière du bâtiment en 1637.
En 1698, l'artiste mulhousien Jean Gabriel peint l’ensemble des décors en trompe-l'œil sur la base de gravures d'allégories de Henric Goltzius. 
Un second étage est ajouté au bâtiment en 1778-1779 afin de le surélever, ce qui entraîne une retouche et une modification des décors peints et des motifs par Théodore-André Genderich. 
La cérémonie de la Réunion de la République de Mulhouse à la France le 15 mars 1798 est présidée depuis le perron de l’escalier couvert à double volée.
En 1846, les peintres parisiens Lachaise et Holfeld restaurent les décors peints, puis en 1903, c'est un peintre venu de Munich, Ferdinand Wagner, qui les restaure à nouveau en prenant quelques libertés avec les peintures allégoriques et les couleurs, en optant pour une teinte entre le rouge et l'orangé. La couleur ayant terni au fil des années, la dernière restauration de 1988 fut soucieuse de retrouver les teintes d'origine.

## Description

### Décors extérieurs
Les décors extérieurs de l'Hôtel de ville peints en trompe-l'œil, témoins de la Renaissance rhénane, représentent les vertus prônées par la religion réformée au travers des figures allégoriques de la Justice, du Courage, de la Tempérance, de la Foi et de la Charité, symboles du bon gouvernement et de la justice, mais également les armoiries des cantons suisses dont Mulhouse était jadis l’alliée. La référence culturelle proposée par le décor du bâtiment est celle de la Rome antique. 

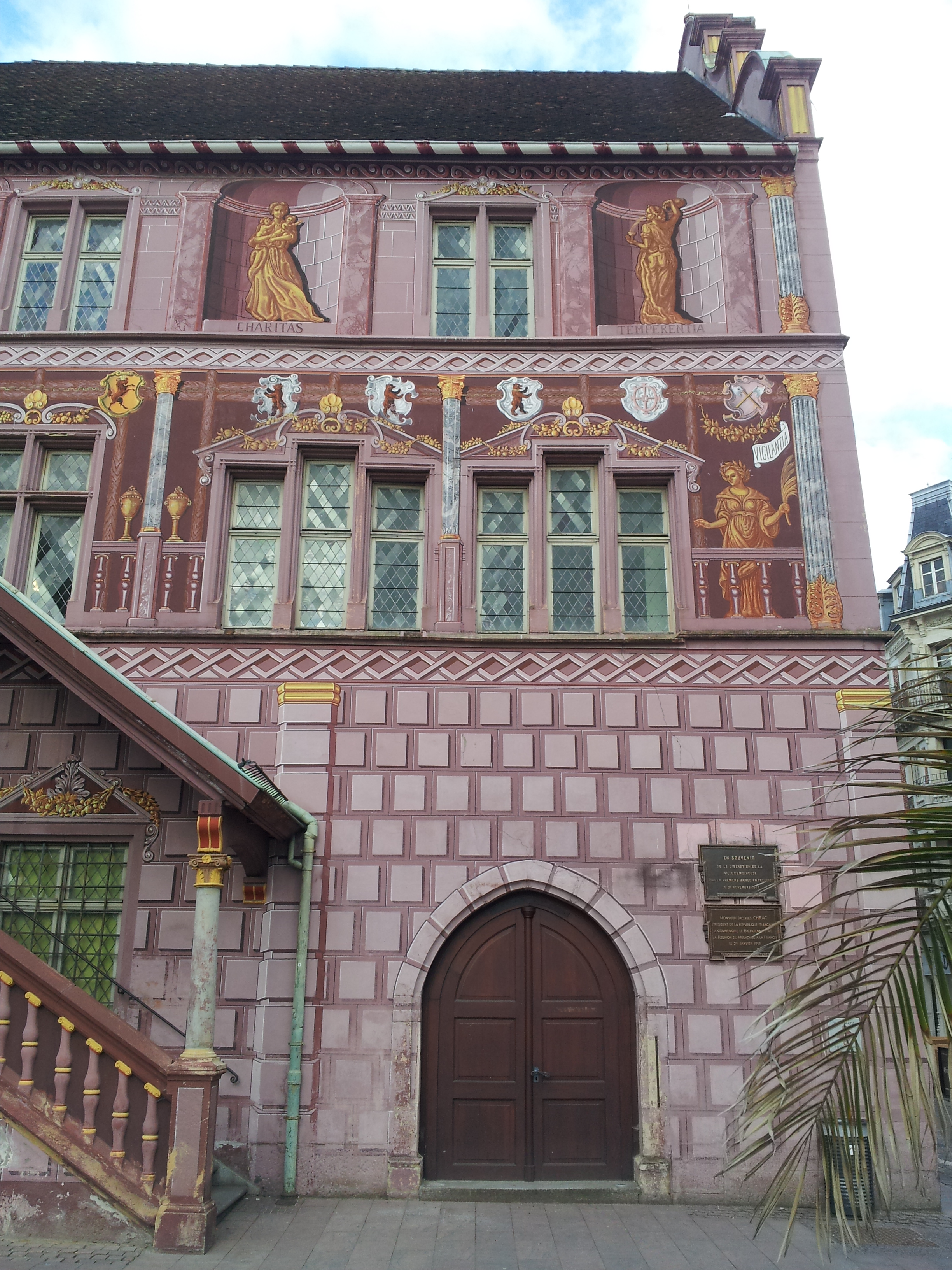
Partie droite de la façade principale.
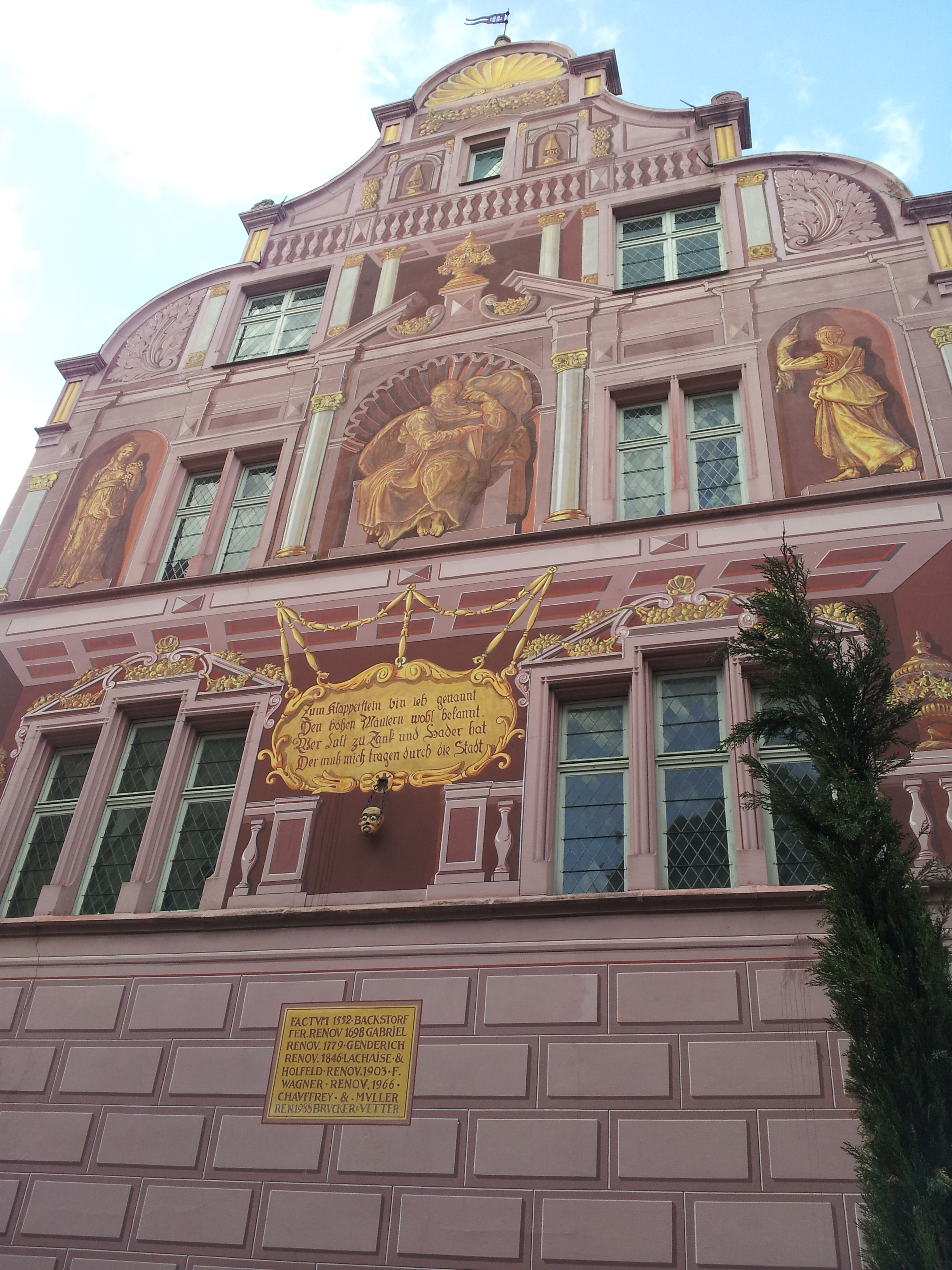
Façade sud de l'hôtel de ville.
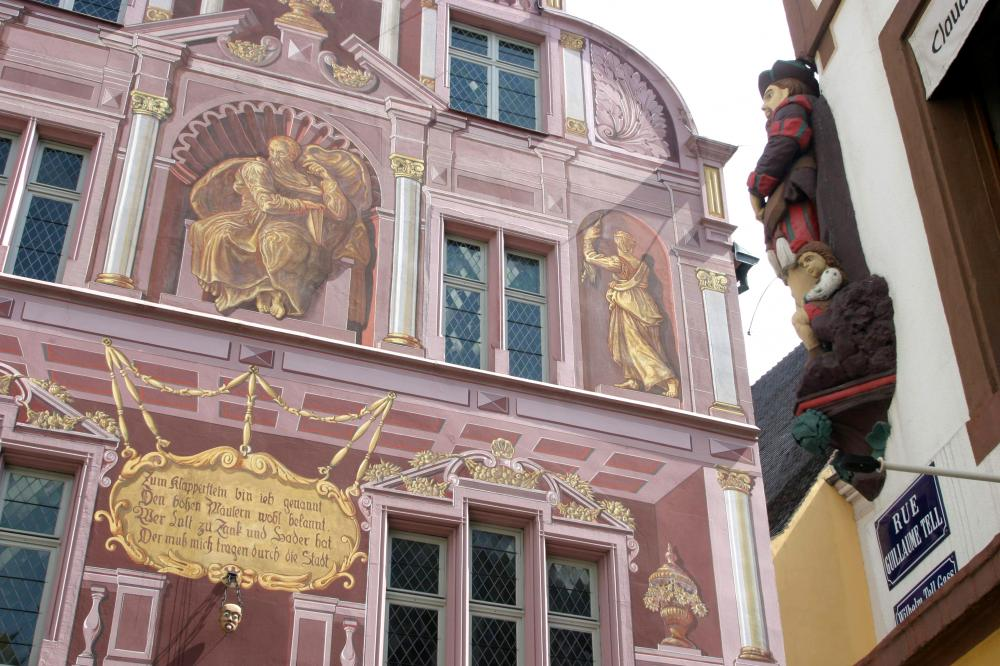
Détail des décors de la façade sud avec le Klapperstein.
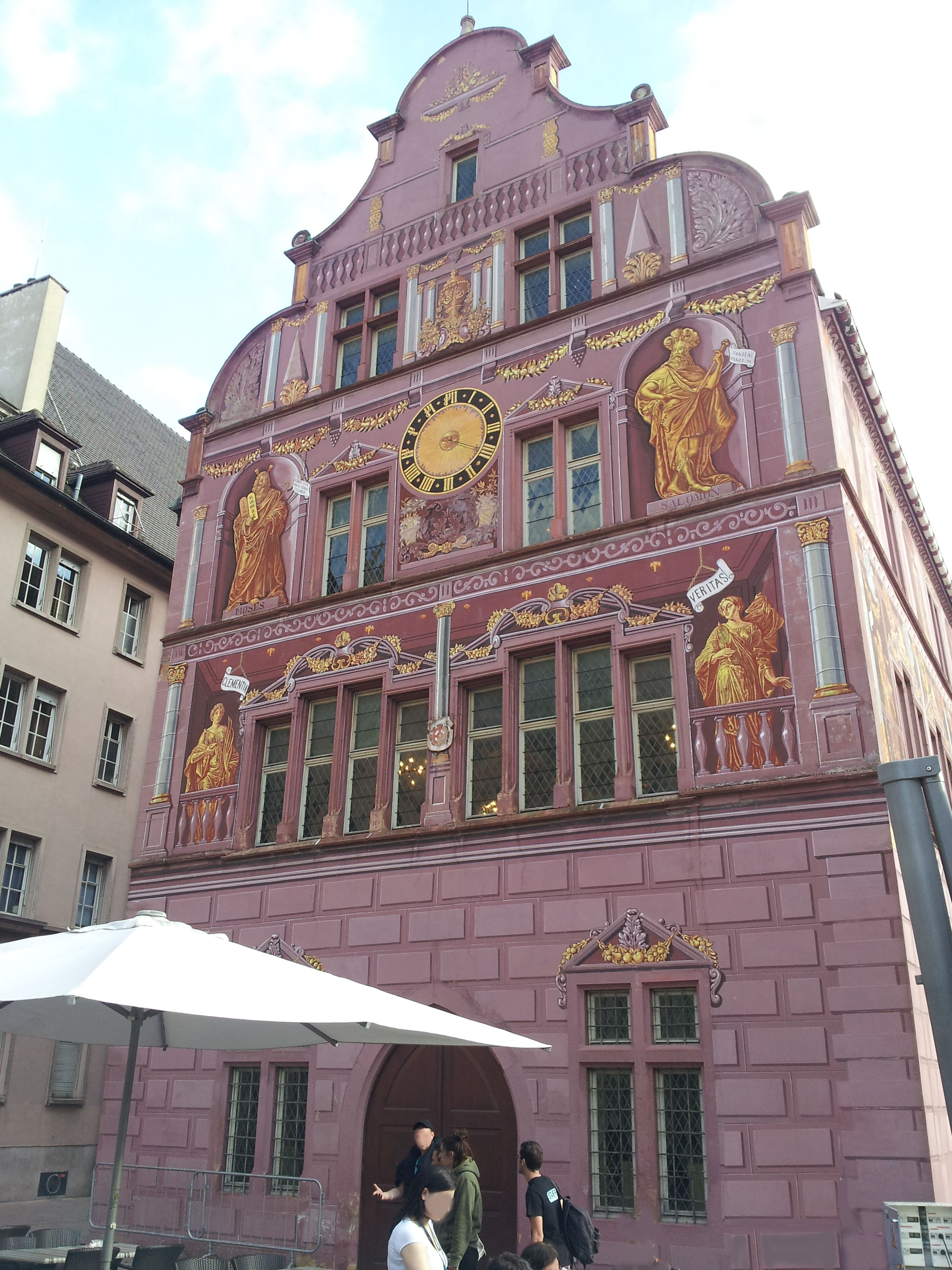
Façade nord de l'hôtel de ville.

#### Le Klapperstein

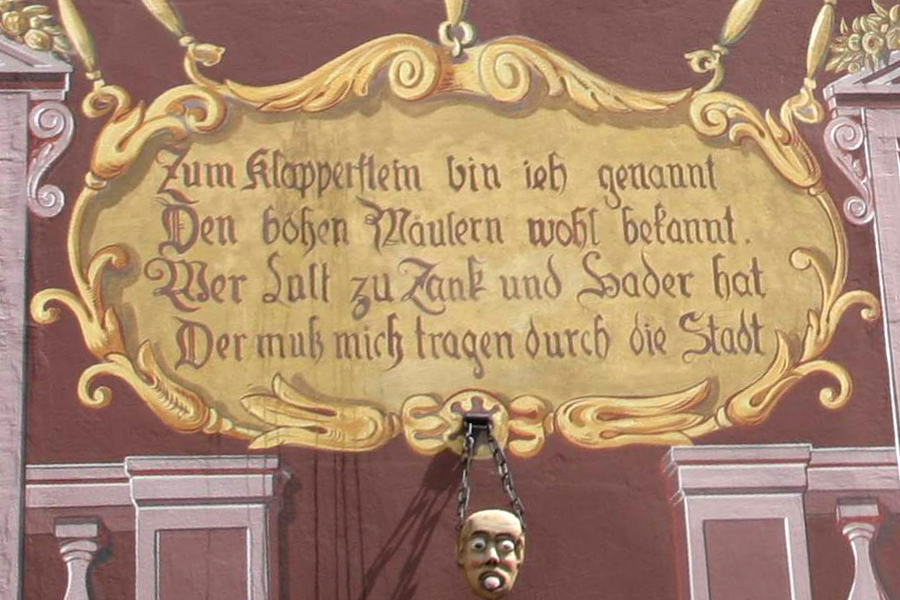
Le klapperstein : la « pierre des bavards ».

On trouve une reproduction du Klapperstein sur le côté droit du bâtiment de l'hôtel de ville. Cette pierre suspendue à une chaîne représente une tête humaine les yeux grand ouverts et tirant la langue. C'est la « pierre des bavards » (traduction de l'allemand Klapperstein), dont l'original, qui pèse 12 kg se trouve au musée historique de la ville. Autrefois elle était réservée à la punition des personnes médisantes qui étaient condamnées au supplice de la pierre. Ces dernières devaient traverser la ville, la lourde pierre pendue à leur cou en chevauchant un âne. Ce supplice a eu cours jusqu'à la réunion de Mulhouse à la France. Cette peine remplaçait de manière symbolique une peine plus forte en usage au Moyen Âge : la lapidation, abolie à Mulhouse, ou simplement le pilori.
| Texte original inscrit en allemand sur la façade                                                                                           | Traduction française |
| Zum Klapperstein bin ich gennant, Den boeszen Maeulern wohl bekannt, Wer Lust zu Zank und Hader hat, Der musz mich tragen durch die Stadt. | Je suis nommée la « pierre des bavards », Bien connue des mauvaises langues ; Quiconque prendra plaisir à la dispute et à la querelle, Me portera à travers la ville. |

### Intérieur
Le bâtiment comprend quatre niveaux. Le rez-de-chaussée abrite la salle de la Décapole dont l'accès se fait par une porte située sous l'escalier à double volée qui est aujourd'hui l'entrée du musée historique de Mulhouse. L'escalier à double volée donne accès au vestibule du premier étage dont le plafond est peint de rinceaux et de figures d’empereurs romains. Il abrite un grand buffet-dressoir et un lavabo à décor de perspectives en marqueterie datant du XVIe siècle, ainsi que les portraits d'anciens bourgmestres.

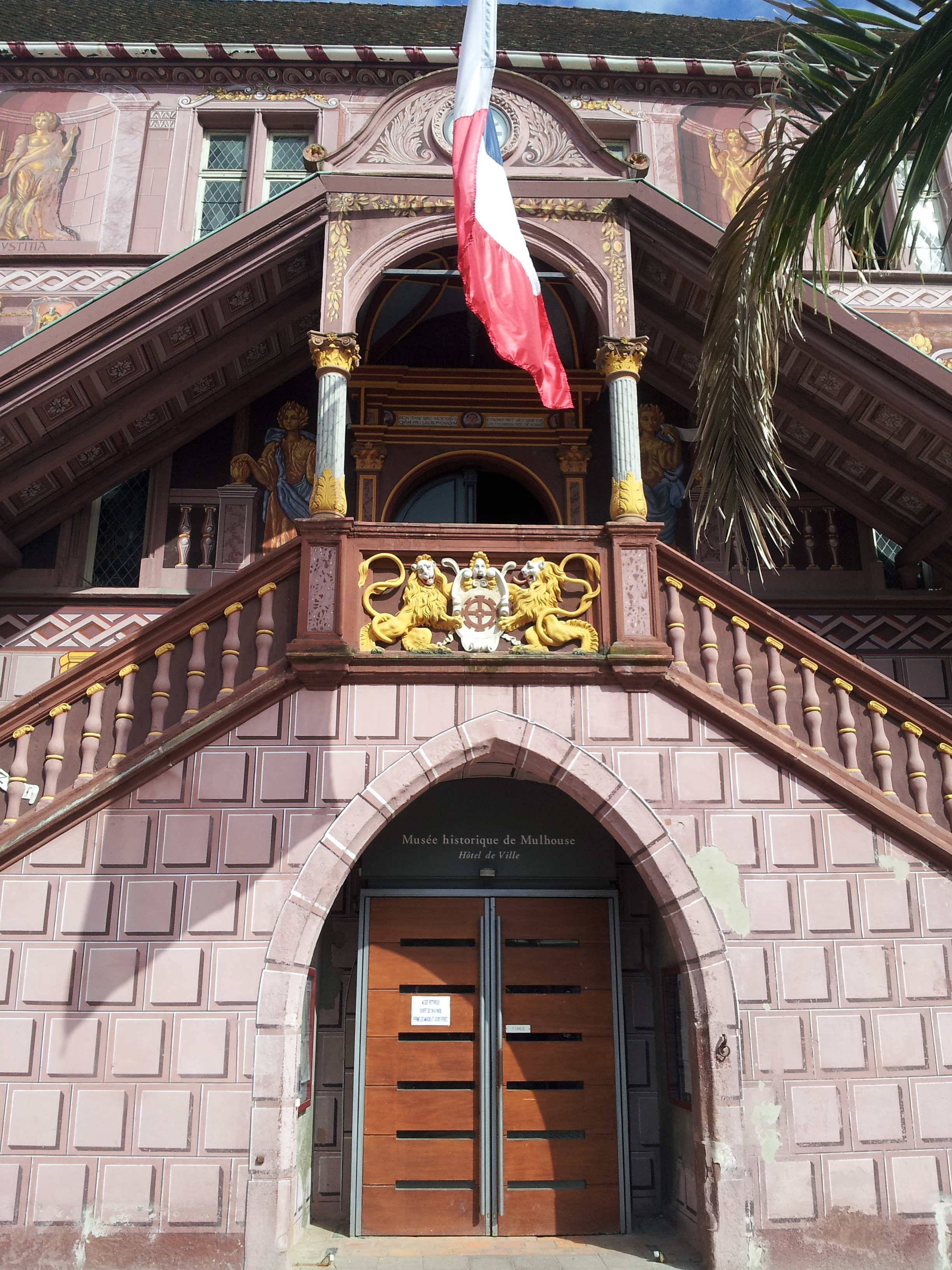
Escalier de l'Hôtel de ville de Mulhouse et entrée du musée historique.
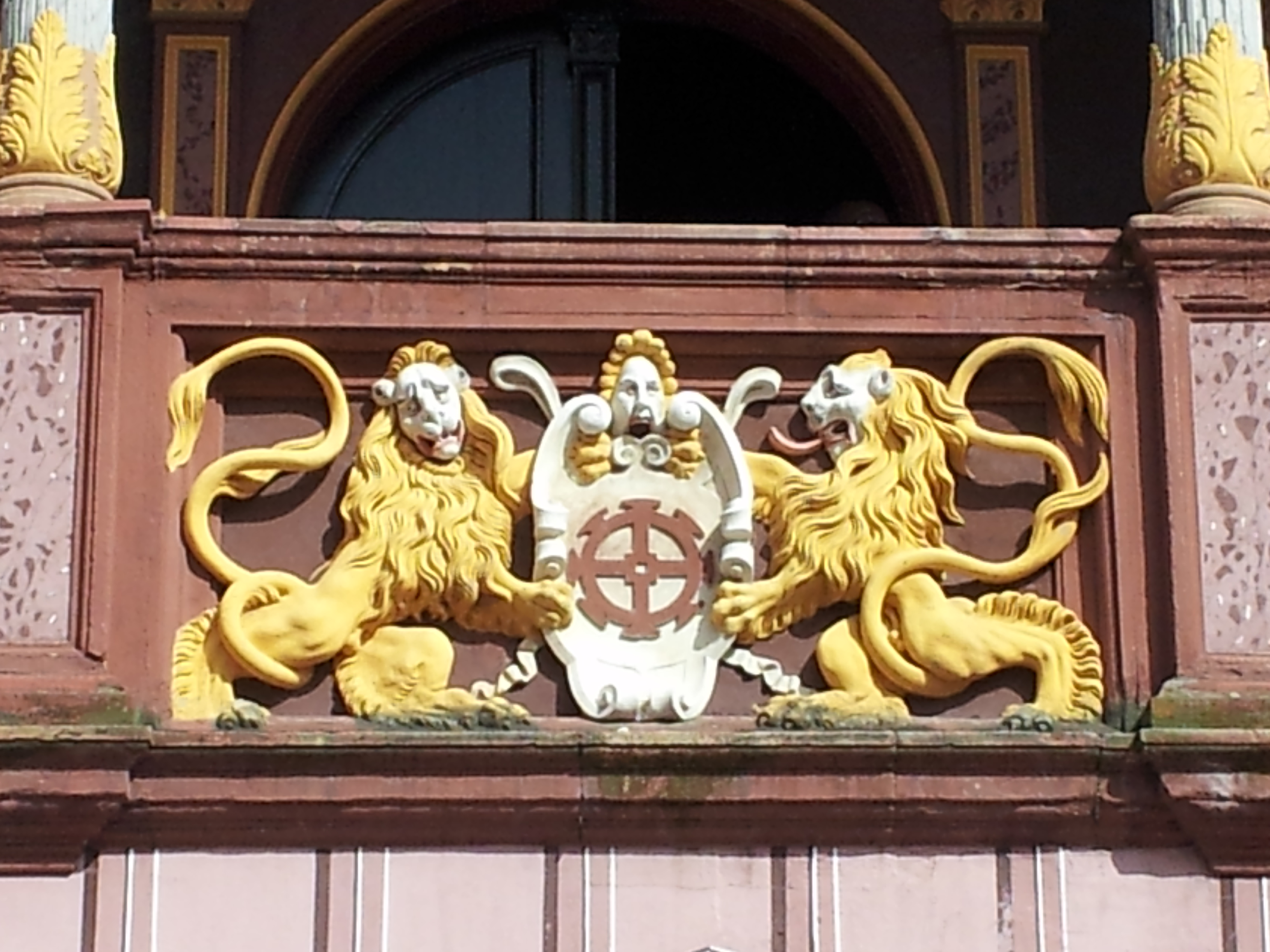
Armes de Mulhouse sur le balcon de l'escalier.
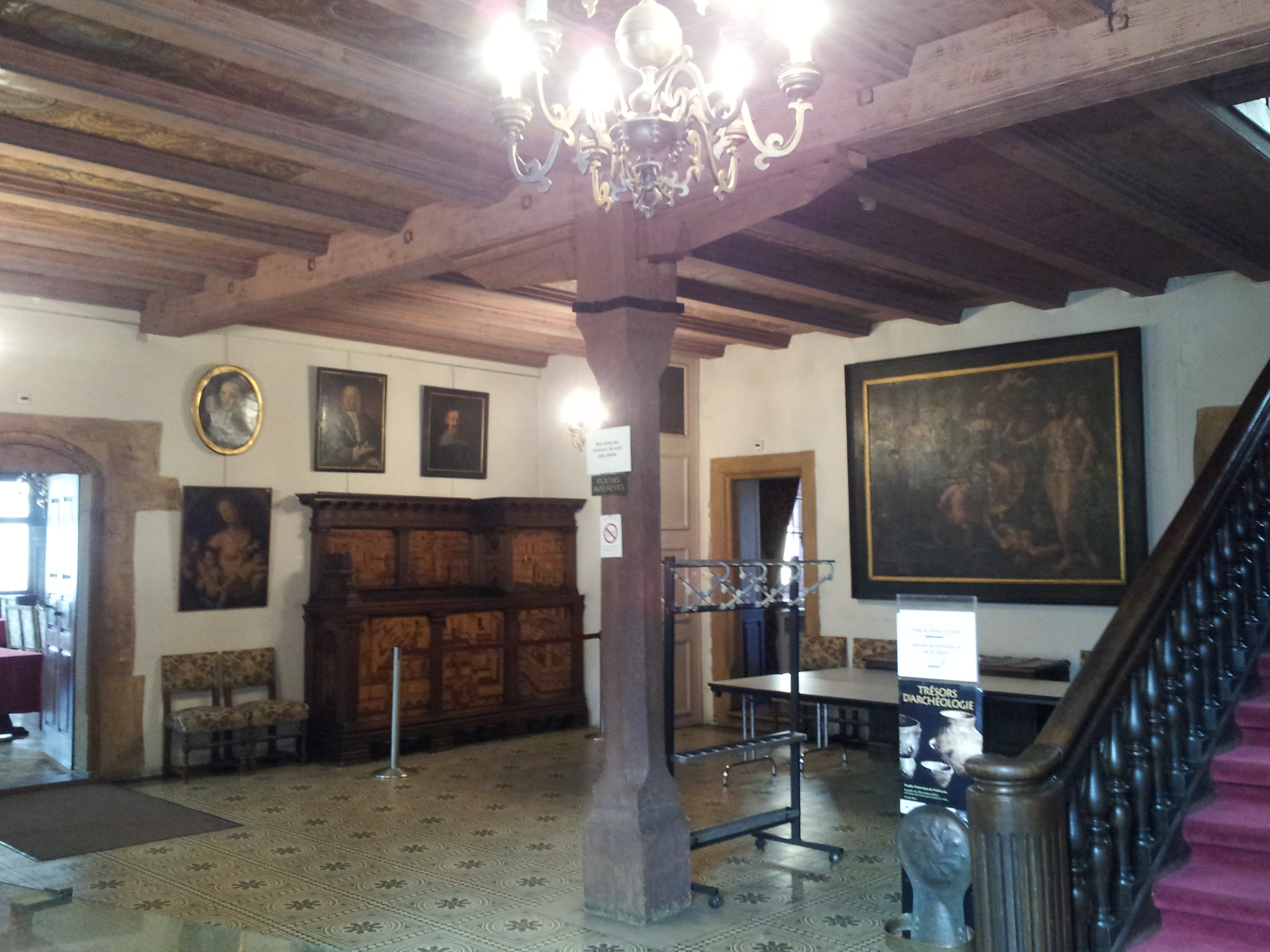
Vestibule de l'Hôtel de ville.

À gauche du vestibule s'ouvre la salle du Grand Conseil dans laquelle siégeaient autrefois les conseillers et les bourgmestres de la République de Mulhouse. Aujourd'hui, elle abrite encore le conseil municipal. La salle est agrémentée d'un plafond à caissons, de fenêtres à meneaux, de colonnes sculptées, de vitraux et de décors peints : armoiries des cantons suisses et blasons des bourgmestres. Un coffre-fort à encadrement de pierre est également présent. Cette salle a conservé une grande partie de son décor d’origine et constitue un exemple rare de lieu public ancien aussi bien conservé.

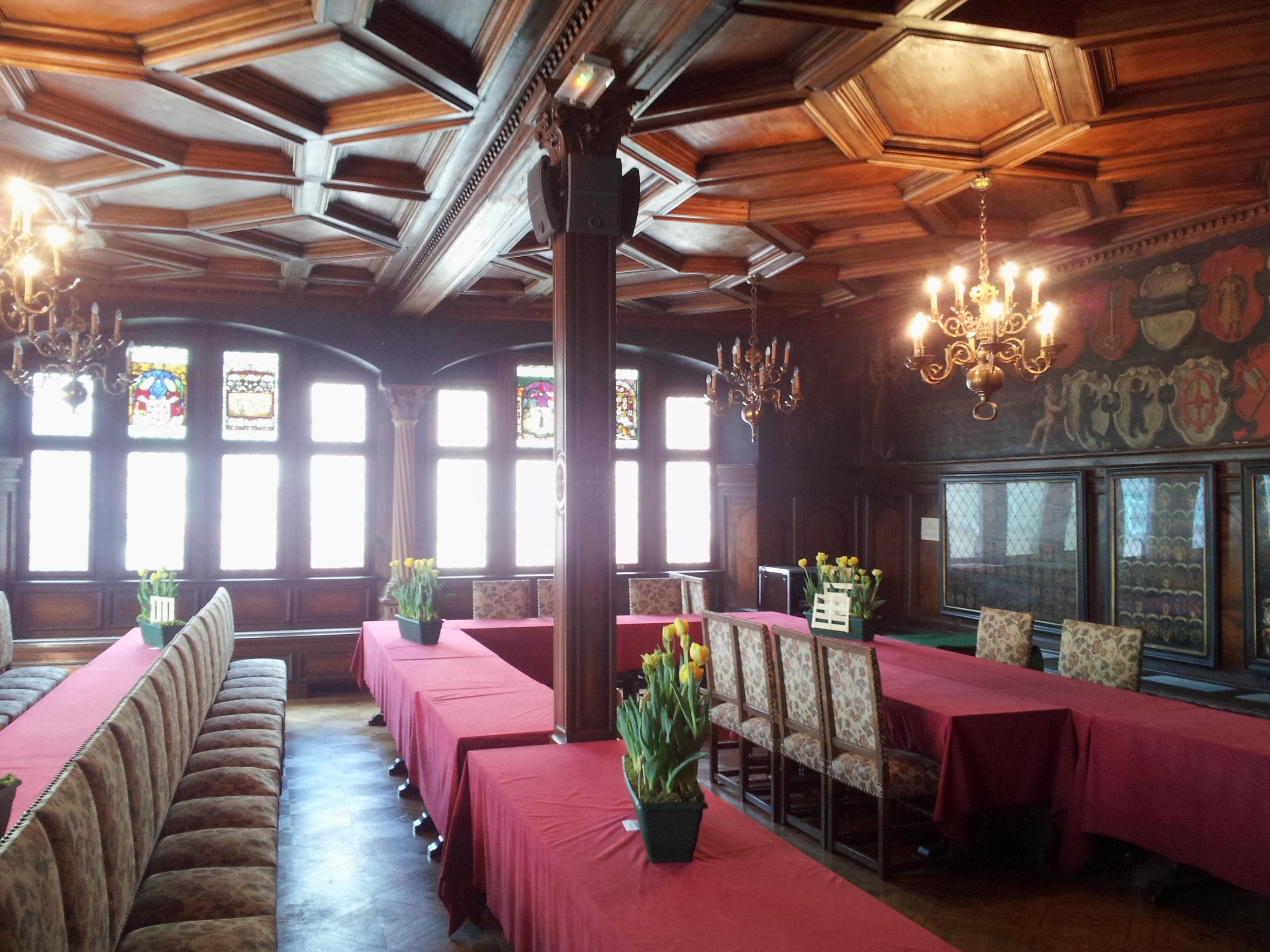
La salle du conseil de l'Hôtel de ville.
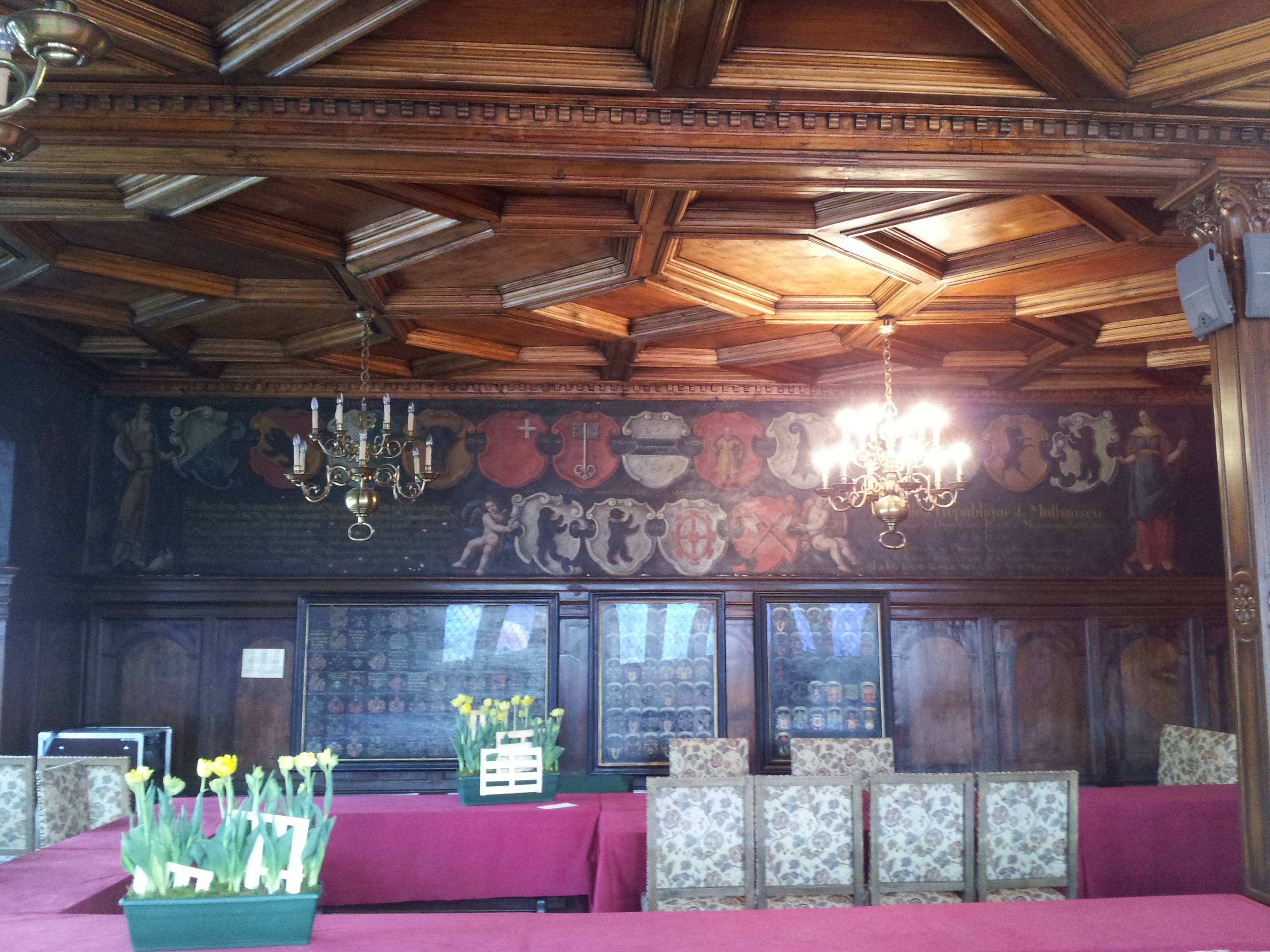
La salle du conseil de l'Hôtel de ville.
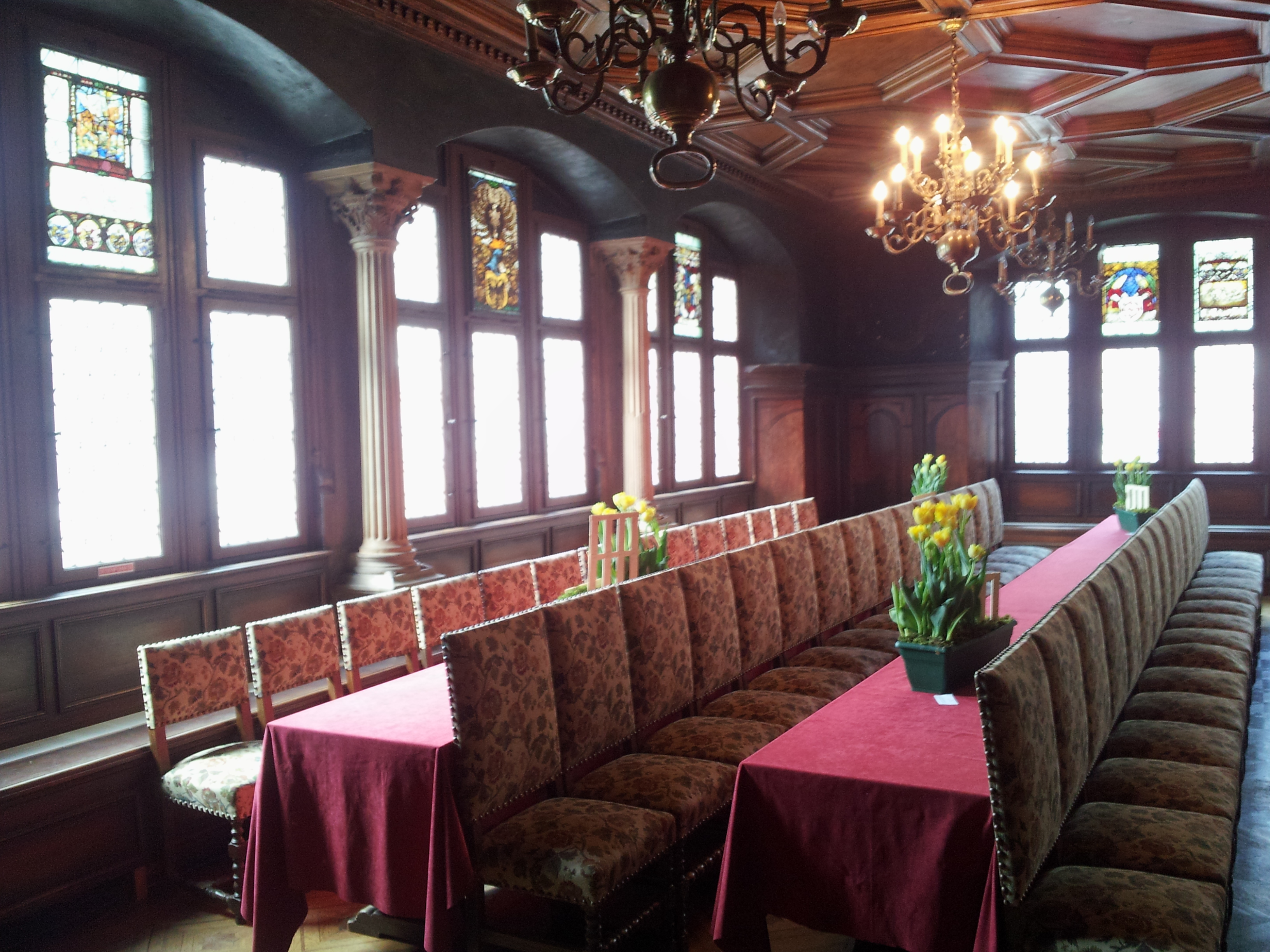
La salle du conseil de l'Hôtel de ville.
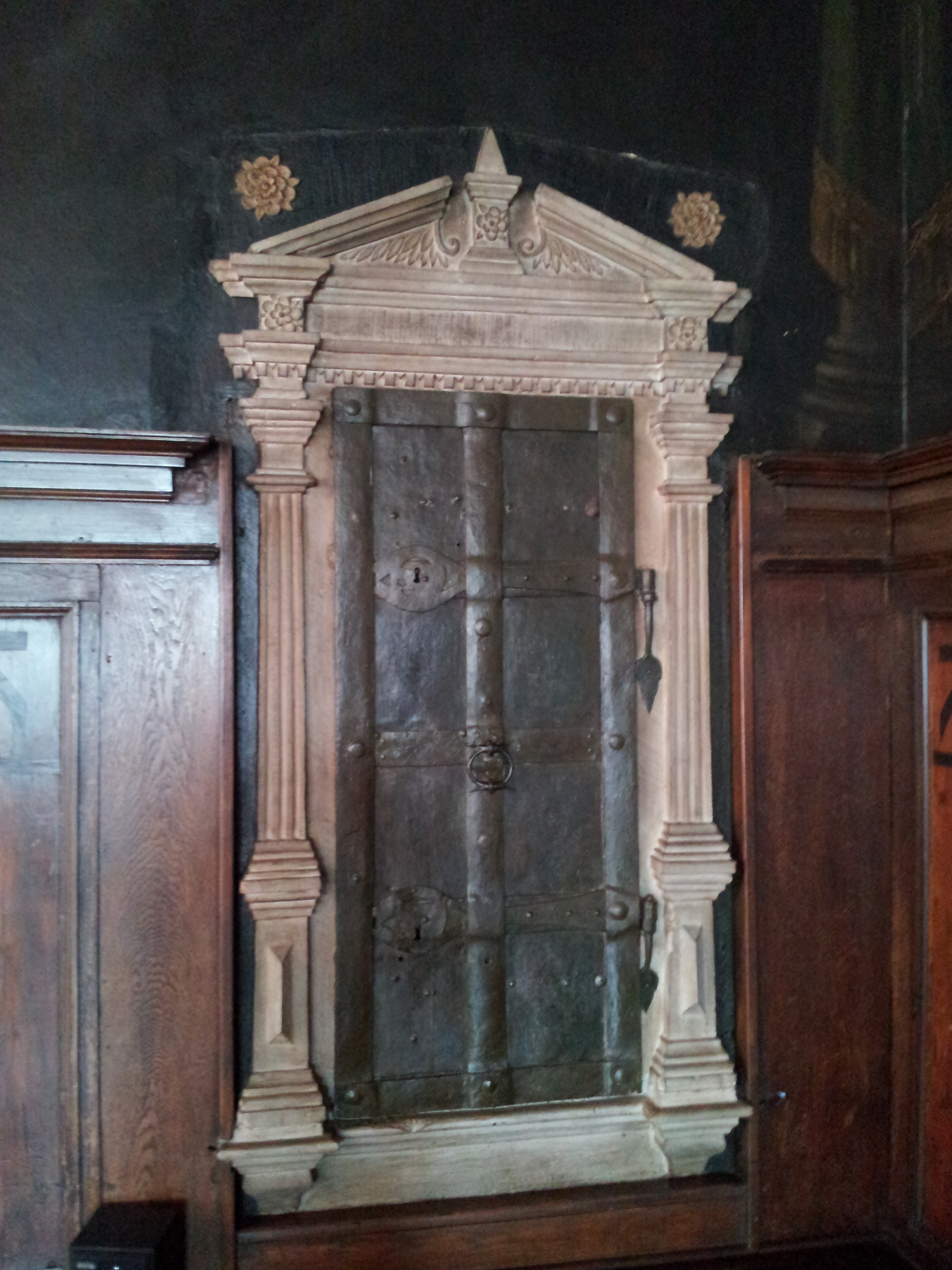
Le coffre-fort.

Au deuxième étage se trouve une salle dont les plafonds sont peints de décors de rinceaux et qui abrite les collections permanentes du musée historique. Le dernier étage, aménagé sous les combles, abritait autrefois le Grenier d'Abondance (on y stockait des vivres en cas de disette) et sert aujourd'hui de salle pour les expositions temporaires du musée historique.

## Classement
L'édifice est inscrit à l'inventaire des monuments historiques depuis le 18 juin 1929 et classé depuis le 21 juillet 1961. 